# Jardim América (bairro do Rio de Janeiro)
Jardim América é um bairro da Zona da Leopoldina, região histórica da Zona Norte do município do Rio de Janeiro. Localiza-se próximo à Avenida Brasil e à Rodovia Presidente Dutra.
Faz fronteira com os bairros: Pavuna, Irajá , Vigário Gerale Parque Colúmbia. O bairro é predominantemente residencial, mas possui empresas do setor de serviço, ligadas sobretudo ao transporte rodoviário.
Seu IDH, no ano 2000, era de 0,839 — o 58º melhor do município do Rio de Janeiro.

## História

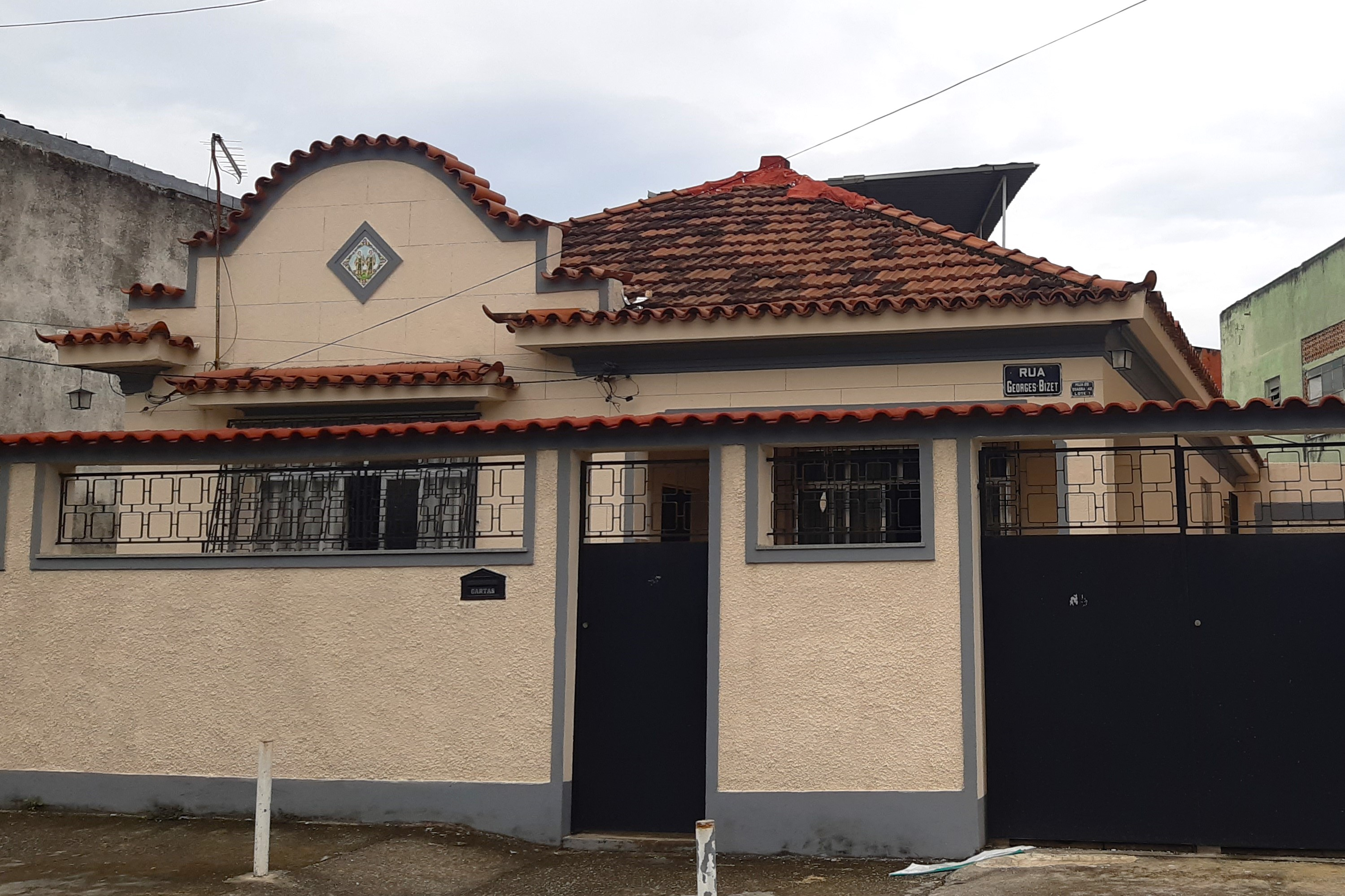
Casa antiga, da época da fundação do bairro, â rua George Bizet

O bairro foi criado em 1957 a partir de um plano de urbanização do Projeto de Arruamento e Loteamento (PAL) Proletário, denominado "Jardim América". O terreno era situado próximo à Rodovia Presidente Dutra e limitado pelo rio Acari e pela estrada de Vigário Geral. No total foram criados 39 logradouros, 2782 lotes residenciais, 124 comerciais e 90 industriais, atravessados pelo rio dos Cachorros e linhas de transmissão elétrica da empresa LIGHT.
Em 2017, as comunidades Parque Furquim Mendes e Bairro Proletário do Dique, situadas no bairro vizinho Vigário Geral, foram contempladas pelo programa Favela Bairro. Com previsão de conclusão em setembro de 2018, as obras terão um investimento de R$ 108 milhões em urbanismo e infraestrutura. As intervenções incluem pavimentação, calçamento e implantação de rede de água, esgoto e drenagem, incluindo a construção de 120 unidades habitacionais do programa Minha Casa, Minha Vida. As obras beneficiarão cerca de três mil imóveis e 11 mil moradores.

## Geografia
O Jardim América tem uma geografia predominantemente plana. O bairro foi planejado, o que significa que teve uma ocupação, ao menos ao princípio, ordenada e está servido com infraestrutura de água, esgoto e eletricidade e também coleta regular de lixo pela Companhia Municipal de Limpeza Urbana (Comlurb). As ruas são largas, há padronização de calçadas e a distância das casas em relação ao muro também é regulamentada. O deslocamento no Bairro é facilitado devido a numeração de suas ruas, as quais também tem seus nomes dedicados a compositores de música clássica, como Richard Strauss, um Barão Cearense, o Barão de Studart e religiosos como Padre Boss e Padre Peronelle.[carece de fontes?]
O bairro conta com pelo menos quatro praças, equipadas com campos de futebol e algumas com equipamentos para crianças. Pode-se dizer que o bairro é predominantemente residencial. Conta com comércio, o qual serve sobretudo a demanda local. Pitorescas são as hortas localizadas no bairro, nas quais se cultivam hortaliças e legumes entre outros alimentos, incorporadas na paisagem urbanizada da localidade.[carece de fontes?]
Dois rios beneficiam o bairro: o Rio Acari, o qual deságua no Rio Pavuna-Meriti e finalmente este último corre em direcao da Baía de Guanabara. O Rio Acari constitui a fronteira natural entre o bairro do Jardim América e o bairro da Pavuna. Já o Rio Pavuna-Meriti compoe a fronteira natural entre o Jardim América e a cidade de Duque de Caxias. Ainda há o Canal dos Cachorros, o qual cruza o bairro.

## População
A população do bairro é bastante diversificada, conta com muitos imigrantes nordestinos e mineiros. Pode-se dizer que uma parte considerável da população pertence à classe média e a baixa classe média. Vale ressaltar que tal afirmação está baseada na nova classificação de classe média adotada pelo governo federal através da Secretaria de Assuntos Estratégicos (SAE) em 2012.[carece de fontes?]
A população se mantém relativamente estável, com 25,946 habitantes em 2000, passando para 25,226 habitantes em 2010.

## Transporte
O bairro é servido apenas por transporte rodoviário. Estão disponíveis doze linhas de ônibus, as quais possibilitam o acesso direto ao bairro. 
Há também a possibilidade de utilizar o transporte rodoviário na Rodovia Presidente Dutra, na qual há várias outras linhas que interligam o Jardim América com cidades da baixada fluminense e outros bairros do município do Rio de Janeiro, como Vila Isabel, Barra da Tijuca, Centro e também com o Município de Niterói.
Existem duas estações de trem próximas, localizadas nos bairros de Vigário Geral e Parada de Lucas, para as quais deve-se tomar ônibus. As estações do metrô com acesso via ônibus mais próximas são Colégio, Irajá e Pavuna.
O bairro ainda conta com serviços de vans, táxis e mototáxis.

## Educação

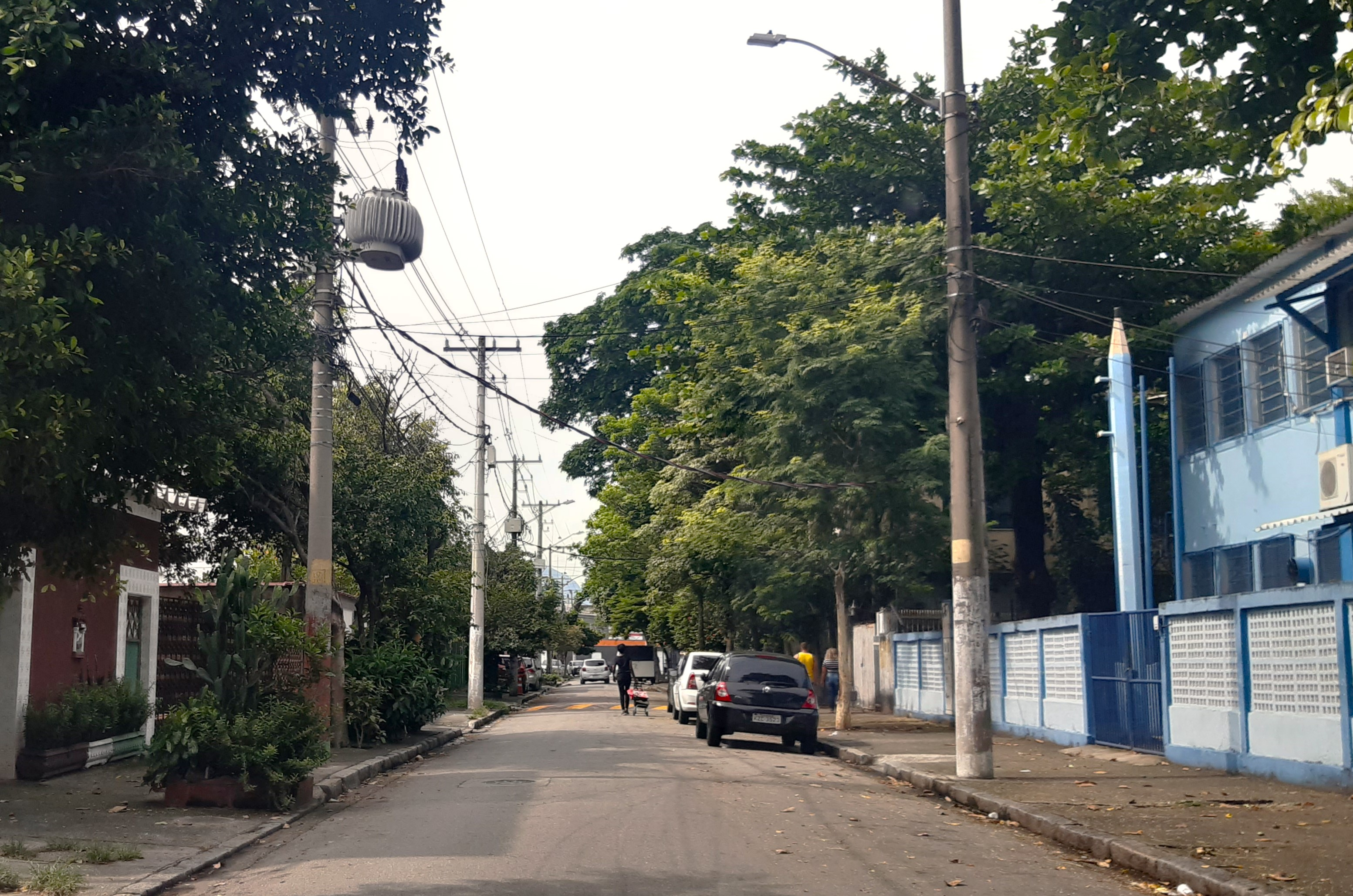
Escola Municipal Cônego Fernandes Pinheiro (à direita) na Rua Sebastian Bach

O bairro conta com diversas instituições, como escolas públicas e privadas, disponibilizando Ensino Fundamental e Ensino Médio.
Relação de escolas públicas:
- Escola Técnica Estadual Juscelino Kubitschek
- C.E.Deputado Pedro Fernandes
- E.M. Andrade de Neves
- E.M. Cônego Fernandes Pinheiro
- E.M. Herbert Moses
- E.M. Presidente Gronchi
- E.M. Zélia Braune
- CIEP Graciliano Ramos

Relação de escolas privadas:
- JECS - Jardim Escola Coelho Sabido
- CEF - Centro Educacional Foguetinho
- Colégio Futuro Vip
- CEBM - São Mateus
- Centro Educacional Brasil e Portugal
- Colégio e Escola Santa Marta
- Educandário Trigos Dourados
- Jardim Escola Pequenos Graciosos

A Escola Técnica Estadual Juscelino Kubitschek, pertencente a rede FAETEC/RJ oferece o Ensino médio integrado na modalidade concomitante ou subsequente nos seguintes cursos: Eletrotécnica, Administração, Análises Clínicas, Turismo, Hospedagem e Informática.
O bairro conta ainda com as creches abaixo:
- Creche Municipal Barbosa Lima Sobrinho;
- Creche Municipal Sempre Vida Dique;

Completam essa oferta inúmeros Jardins de Infância privados e a Biblioteca José Lins do Rego.
O bairro ainda conta com duas escolas de natação, a SMS HIDRONAT ( Escola de natação Severino Moreira de Sousa) e a AquaMozart. Possui diversas academias de ginástica, dentre as mais conhecidas a LAS VEGAS, localizada no Centro comercial do bairro e a AquaMozart Fitness.

## Serviços

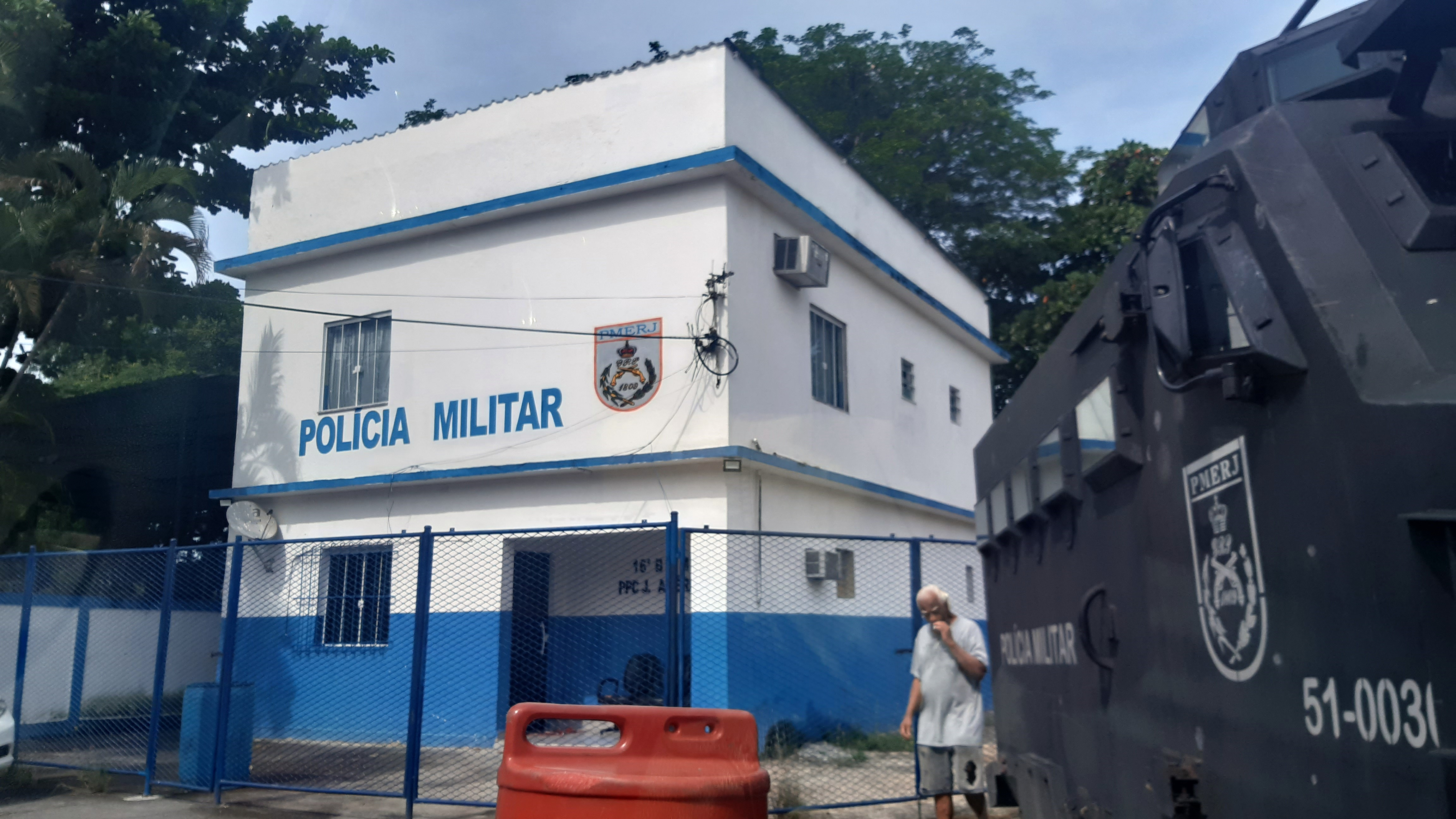
Batalhão da Polícia Militar à rua Sebastian Bach

O bairro conta com apenas uma agência bancária, ITAÚ ; sendo necessário deslocar-se para bairros vizinhos caso necessite utilizar outras instituições bancárias.
Existe um posto de patrulhamento comunitário (PPC) do 16º BPM e um Centro Municipal de Saúde (CMS Nagib Jorge Farah). Existente desde 1988 no bairro, em março de 2010 o mesmo foi inserido na estratégia de saúde da família no governo Eduardo Paes e desde então conta a Academia Carioca da Saúde, programa saúde na escola, protagonismo juvenil e é integrado a saúde da família e vigilância em saúde bem como ao programa Ensino-Serviço-Comunidade.

## Problemas
O bairro apresenta alguns déficits. Entre eles a estrutura viária e o sistema de transporte público, segurança pública e carência de planejamento de sua expansão urbana, como também a expansão de seus serviços públicos para uma crescente população são temas da agenda local. Outros problemas são: Carência de espaços verdes, como Parques arborizados, poluição de seus rios e estouramento da canalização de água potável como déficits em seus sistema de esgoto.[carece de fontes?]
O bairro oferece poucas possibilidades de diversão ou distração. Praças, campos de futebol, bares, botequins e igrejas são em boa medida o lugar de encontro da população local e socialização, pois o bairro não conta com clube desportivo. O Jardim América possui 2 favelas localizadas ao longo dos rios Acari e Pavuna, sendo elas a Comunidade Rodolfo Chamberland e a Comunidade Renascer. Erroneamente são citadas as comunidades Ficap, Dique e Furquim Mendes como pertencentes ao bairro, sendo as mesmas localizadas nos bairros Pavuna e Vigário Geral respectivamente, de acordo com os limites geográficos da planta do bairro.